# Arancini

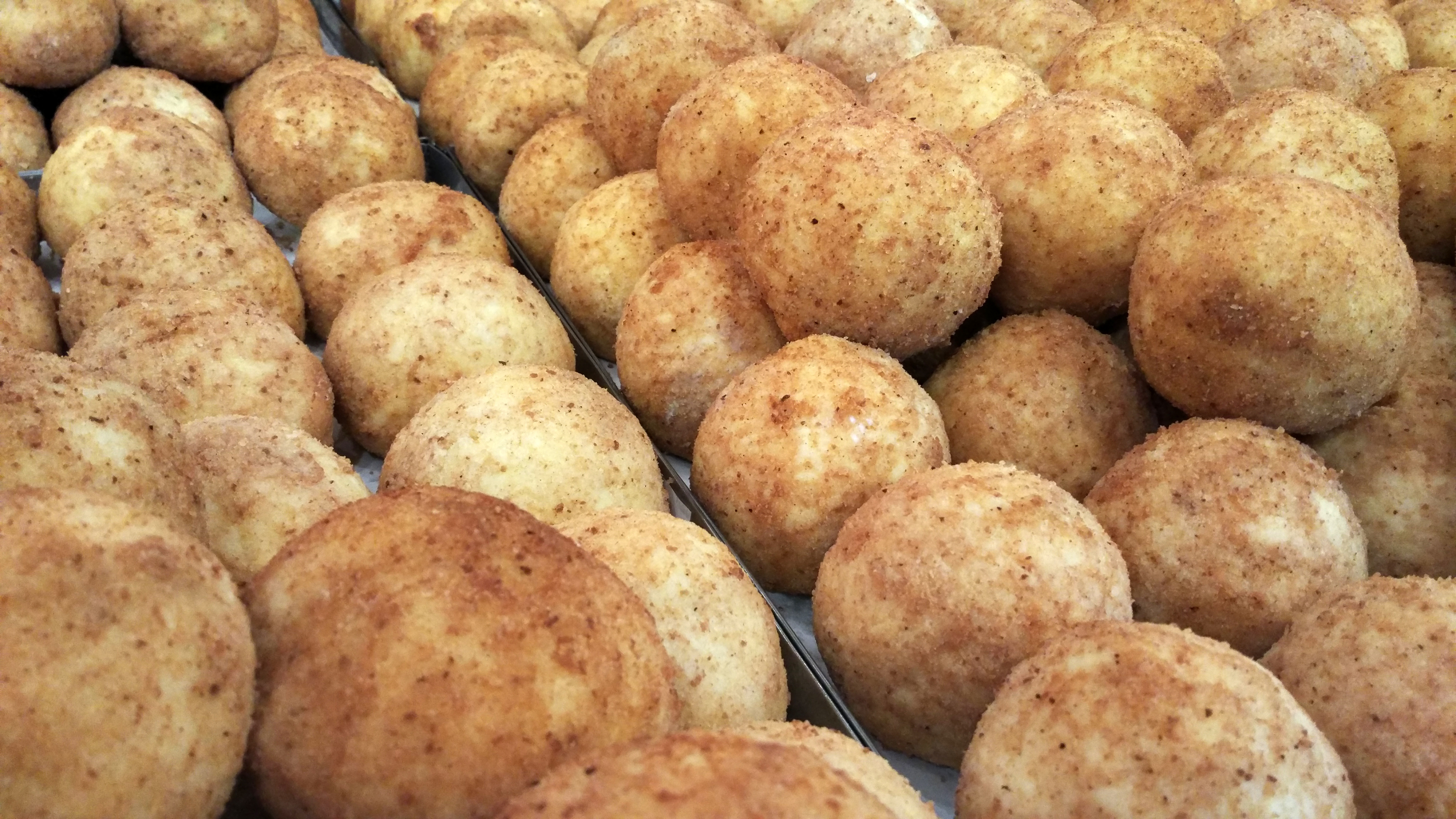
Klasyczne Arancine

Arancini lub arancine – smażone ryżowe kulki w panierce z bułki tartej. Typowy farsz aranicini to ragù, sos pomidorowy, mozzarella lub groszek. 
Jest to typowa potrawa kuchni sycylijskiej. Najpopularniejsze są arancini con ragù, składające się z ryżu, mięsa, groszku i mozzarelli. Inne odmiany to: arancini con burro (z masłem), arancini con funghi (z grzybami) i arancini con melanzane (z bakłażanem), con salsiccia (z kiełbasą), con gorgonzola, con salmone (z łososiem), con pollo (z kurczakiem), con frutti di mare (z owocami morza). 13 grudnia w trakcie święta Świętej Łucji (Santa Lucia) w kawiarniach dostępne są arancini ze słodkim nadzieniem i cukrową posypką. 
Nazwa potrawy wiąże się z jej podobieństwem do pomarańczy – w języku włoskim „arancia”.